# PWI Manager of the Year
De PWI Manager of the Year Award, jaarlijks van 1972 tot 1999, werd uitgereikt door de professioneel worstelmagazine Pro Wrestling Illustrated. De PWI-lezers nomineerden managers in de worstelwereld. Dit award werd opgeborgen in 1999.

## Winnaars en ereplaatsen
| Jaar | Winnaar             | Eerste ereplaats | Tweede ereplaats   | Derde ereplaats     |
| ---- | ------------------- | ---------------- | ------------------ | ------------------- |
| 1972 | Bobby Heenan        |                  |                    |                     |
| 1973 | The Grand Wizard    |                  |                    |                     |
| 1974 | Lou Albano          |                  |                    |                     |
| 1975 | George Cannon       |                  |                    |                     |
| 1976 | Bobby Heenan        | Lou Albano       | Freddie Blassie    | Gary Hart           |
| 1977 | The Grand Wizard    | Bobby Heenan     | Lou Albano         | Lord Alfred Hayes   |
| 1978 | Arnold Skaaland     | The Grand Wizard | Bobby Heenan       | Gary Hart           |
| 1979 | Arnold Skaaland     | Lou Albano       | Buddy Rogers       | Oliver Humperdink   |
| 1980 | Oliver Humperdink   | Arnold Skaaland  | Lou Albano         | The Great Mephisto  |
| 1981 | Lou Albano          | Arnold Skaaland  | Oliver Humperdink  | The Grand Wizard    |
| 1982 | James J. Dillon     | Arnold Skaaland  | Sonny King         | Jimmy Hart          |
| 1983 | James J. Dillon     | Adnan Al-Kaissie | Lou Albano         | Paul Ellering       |
| 1984 | Paul Ellering       | Jimmy Hart       | Jim Cornette       | James J. Dillon     |
| 1985 | Jim Cornette        | Lou Albano       | Paul Ellering      | Bobby Heenan        |
| 1986 | Lou Albano          | Paul Ellering    | Miss Elizabeth     | Jim Cornette        |
| 1987 | Jimmy Hart          | James J. Dillon  | Jim Cornette       | Paul E. Dangerously |
| 1988 | James J. Dillon     | Miss Elizabeth   | Jim Cornette       | Paul E. Dangerously |
| 1989 | Bobby Heenan        | Gary Hart        | Teddy Long         | Skandor Akbar       |
| 1990 | Teddy Long          | Bobby Heenan     | Ole Anderson       | Jim Cornette        |
| 1991 | Bobby Heenan        | Harley Race      | Alexandra York     | Paul Bearer         |
| 1992 | Paul E. Dangerously | Mr. Perfect      | Harley Race        | Jim Cornette        |
| 1993 | Jim Cornette        | Harley Race      | Mr. Fuji           | Tammy Sytch         |
| 1994 | Jimmy Hart          | Ted DiBiase      | Col. Robert Parker | Paul E. Dangerously |
| 1995 | Jim Cornette        | Sherri Martel    | Col. Robert Parker | Woman               |
| 1996 | Sunny               | Jimmy Hart       | Jim Cornette       | Bill Alfonso        |
| 1997 | Bill Alfonso        | Miss Jacquelyn   | Paul Bearer        | Ted DiBiase         |
| 1998 | Paul Bearer         | Bill Alfonso     | Sunny              | Paul Ellering       |
| 1999 | Debra               | Jimmy Hart       | Bill Alfonso       | Paul Bearer         |